# 2015年世界ボクシング選手権大会
第18回AIBA世界ボクシング選手権大会は、2015年10月5日から18日までカタール・ドーハのアリ・ビン・ハマド・アル・アティーヤ・アリーナにて開催された。リオデジャネイロオリンピックの予選も兼ねる。

## 開催都市決定まで
2015年世界選手権にはロシア、カタール、 バヌアツ、タイ、ベネズエラの5ヶ国が立候補。2013年7月17日、バンコクとの決選投票を制して国際ボクシング協会 (AIBA)から認められた。

## 結果

### 国別メダル数
| 順 | 国・地域         | 金 | 銀 | 銅 | 計 |
| -- | ---------------- | -- | -- | -- | -- |
| 1  | キューバ         | 4  | 2  | 1  | 7  |
| 2  | ロシア           | 2  | 1  | 1  | 4  |
| 3  | アゼルバイジャン | 1  | 1  | 2  | 4  |
| 4  | アイルランド     | 1  | 1  | 1  | 3  |
| 5  | フランス         | 1  | 0  | 0  | 1  |
| 5  | モロッコ         | 1  | 0  | 0  | 1  |
| 7  | ウズベキスタン   | 0  | 3  | 3  | 6  |
| 8  | カザフスタン     | 0  | 2  | 0  | 2  |
| 9  | 中国             | 0  | 0  | 2  | 2  |
| 9  | ウクライナ       | 0  | 0  | 2  | 2  |
| 11 | アルジェリア     | 0  | 0  | 1  | 1  |
| 11 | ベラルーシ       | 0  | 0  | 1  | 1  |
| 11 | ブラジル         | 0  | 0  | 1  | 1  |
| 11 | エジプト         | 0  | 0  | 1  | 1  |
| 11 | フィリピン       | 0  | 0  | 1  | 1  |
| 11 | インド           | 0  | 0  | 1  | 1  |
| 11 | イギリス         | 0  | 0  | 1  | 1  |
| 11 | タイ             | 0  | 0  | 1  | 1  |
|    | 計               | 10 | 10 | 20 | 40 |

## メダル獲得者
| 種目                    | 金                                        | 銀                                        | 銅                                     |
| ----------------------- | ----------------------------------------- | ----------------------------------------- | -------------------------------------- |
| ライトフライ級 詳細     | ヨアニス・アーギラゴス · キューバ         | Vasilii Egorov ロシア                     | ロゲン・ラドン フィリピン              |
| ライトフライ級 詳細     | ヨアニス・アーギラゴス · キューバ         | Vasilii Egorov ロシア                     | Dmytro Zamotayev · ウクライナ          |
| フライ級 詳細           | エルヴィン・マミシュザダ アゼルバイジャン | Yosvany Veitía · キューバ                 | 胡建関 中国                            |
| フライ級 詳細           | エルヴィン・マミシュザダ アゼルバイジャン | Yosvany Veitía · キューバ                 | Mohamed Flissi アルジェリア            |
| バンタム級 詳細         | マイケル・コンラン アイルランド           | ムロジョン・アフマダリエフ ウズベキスタン | Shiva Thapa インド                     |
| バンタム級 詳細         | マイケル・コンラン アイルランド           | ムロジョン・アフマダリエフ ウズベキスタン | Dzmitry Asanau · ベラルーシ            |
| ライト級 詳細           | ラザロ・アルバレス · キューバ             | Albert Selimov アゼルバイジャン           | Elnur Abduraimov ウズベキスタン        |
| ライト級 詳細           | ラザロ・アルバレス · キューバ             | Albert Selimov アゼルバイジャン           | ロブソン・コンセイソン ブラジル        |
| ライトウェルター級 詳細 | ヴィタリー・ドゥナイツェフ ロシア         | Fazliddin Gaibnazarov ウズベキスタン      | Yasniel Toledo · キューバ              |
| ライトウェルター級 詳細 | ヴィタリー・ドゥナイツェフ ロシア         | Fazliddin Gaibnazarov ウズベキスタン      | ウティチャイ・マスク タイ              |
| ウェルター級 詳細       | モハメド・ラビー モロッコ                 | ダニヤル・イェレウシノフ カザフスタン     | Parviz Baghirov アゼルバイジャン       |
| ウェルター級 詳細       | モハメド・ラビー モロッコ                 | ダニヤル・イェレウシノフ カザフスタン     | Liu Wei 中国                           |
| ミドル級 詳細           | アーレン・ロペス · キューバ               | ベクテミル・メリクジエフ ウズベキスタン   | Hosam Abdin · エジプト                 |
| ミドル級 詳細           | アーレン・ロペス · キューバ               | ベクテミル・メリクジエフ ウズベキスタン   | Michael O'Reilly アイルランド          |
| ライトヘビー級 詳細     | ジュリオ・セザル・ラ・クルス · キューバ   | Joe Ward アイルランド                     | Elshod Rasulov ウズベキスタン          |
| ライトヘビー級 詳細     | ジュリオ・セザル・ラ・クルス · キューバ   | Joe Ward アイルランド                     | Pavel Silyagin ロシア                  |
| ヘビー級 詳細           | エフゲニー・ティシェンコ ロシア           | Erislandy Savón · キューバ                | Abdulkadir Abdullayev アゼルバイジャン |
| ヘビー級 詳細           | エフゲニー・ティシェンコ ロシア           | Erislandy Savón · キューバ                | Gevorg Manukian · ウクライナ           |
| スーパーヘビー級 詳細   | トニー・ヨカ フランス                     | イヴァン・ディッコ カザフスタン           | Bakhodir Jalolov ウズベキスタン        |
| スーパーヘビー級 詳細   | トニー・ヨカ フランス                     | イヴァン・ディッコ カザフスタン           | ジョー・ジョイス イギリス              |

## 出場国
| - アルジェリア (7) - アルゼンチン (6) - アルメニア (3) - オーストラリア (9) - アゼルバイジャン (8) - ベラルーシ (4) - ブータン (1) - ボスニア・ヘルツェゴビナ (1) - ボツワナ (2) - ブラジル (4) - ブルガリア (4) - カナダ (1) - ケイマン諸島 (1) - 中国 (3) - コロンビア (2) - コスタリカ (1) - クロアチア (2) - キューバ (10) - チェコ (1) - デンマーク (1) - ドミニカ共和国 (2) - エクアドル (3) - エジプト (4) - フランス (4) - ジョージア (3) | - ドイツ (3) - ガーナ (4) - イギリス (8) - グアテマラ (1) - ハンガリー (2) - インド (6) - インドネシア (1) - イラク (1) - アイルランド (7) - イタリア (5) - 日本 (3) - ヨルダン (2) - カザフスタン (8) - ケニア (1) - キルギス (2) - ラトビア (1) - リトアニア (3) - メキシコ (5) - モルドバ (1) - モンゴル (4) - モロッコ (8) - オランダ (4) - ニュージーランド (4) - 北朝鮮 (1) - パキスタン (1) | - パプアニューギニア (3) - フィリピン (2) - ポーランド (3) - プエルトリコ (2) - カタール (6) - ルーマニア (1) - ロシア (7) - スロベニア (1) - 韓国 (2) - スペイン (4) - シリア (2) - タジキスタン (2) - タイ (6) - トリニダード・トバゴ (1) - チュニジア (1) - トルコ (3) - トルクメニスタン (3) - ウガンダ (4) - ウクライナ (9) - アメリカ合衆国 (4) - ウズベキスタン (9) - バヌアツ (1) - ベネズエラ (8) |